# 藏頭詩戒指

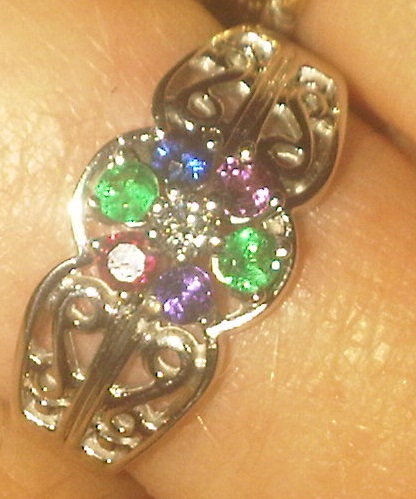
Dearest戒指，其中的T用電氣石（tourmaline）代替黃玉

藏頭詩戒指是戒指中使用的寶石英文首字類似離合詩，可以拼出另一個有意義文字的戒指。有時會用仿製寶石來代替真的寶石。
例如Dearest戒指，就是用以下七種寶石的第一個字母組成：
- 鑽石（Diamond）
- 祖母綠（Emerald）
- 紫水晶（Amethyst）
- 紅寶石（Ruby）
- 祖母綠（Emerald）
- 蓝宝石（Sapphire）
- 黄玉（Topaz）

## 歷史
藏頭詩戒指是在19世紀初期從法国開始的，一開始是珠寶公司Mellerio dits Meller開始，後來也在英格兰開始流行。在英國乔治时代和维多利亚时代製作了許多這類的戒指。一般會用藏頭詩戒指當作浪漫的禮物，用此傳遞感性的訊息，這也用來表達秘密的信息。有些藏頭詩戒指也用作訂婚戒指。 
後來在20世紀和21世紀也有出現新的藏頭詩戒指。

## 變體

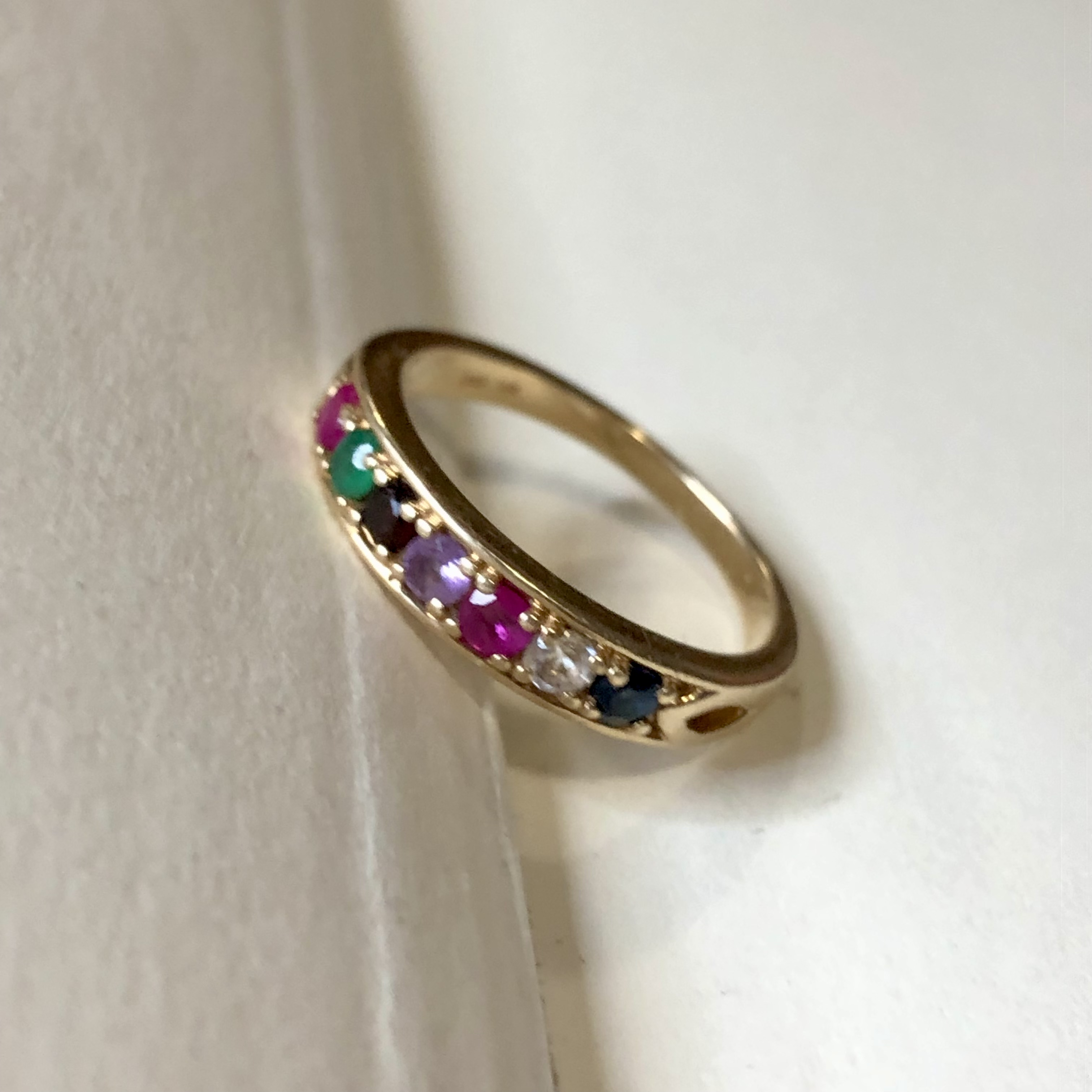
以十九世紀regards戒指為基礎，在2023年製作的戒指

藏頭詩戒指中會用寶石表達感性、浪漫的字，以下是一些例子：
- Dearest - 钻石（diamond）、祖母綠（emerald）、紫水晶（amethyst）、红宝石（ruby）、祖母綠（emerald）、蓝宝石（sapphire）、黄玉（topaz）。有時會用绿松石（turquoise）代替黃玉。[7]。
- Regards - 红宝石（ruby）、祖母綠（emerald）、石榴石（garnet）、紫水晶（amethyst）、红宝石（ruby）、钻石（diamond）、蓝宝石（sapphire）[10][2]，也有些會使用Regard，省略了蓝宝石[3]。
- Adore - 紫水晶（amethyst）、钻石（diamond）、蛋白石（opal）、红宝石（ruby）、祖母綠（emerald）。
- Love - 青金岩（lapis lazuli）、蛋白石（opal）、vermarine（英语：Prasiolite）（vermarine）、祖母綠（emerald）。

也有藏頭詩戒指是拼寫法文，例如souvenir（我記得）或amitié（友誼） 。
也有藏頭詩戒指是拼寫愛人的名字

## 字母
以下是一些會用到的寶石以及其第一個字母：
- A：紫水晶（amethyst）
- D：钻石（diamond）
- E：祖母綠（emerald）
- G：石榴石（garnet）
- L：青金岩（lapis lazuli）
- O：蛋白石（opal）
- R：红宝石（ruby）
- S：蓝宝石（sapphire）
- T：黄玉（topaz）或绿松石（turquoise）
- V: 绿堇雲石（vermarine）

## 外部連結
- Thomas Crofton Croker, Catalogue of a collection of ancient and mediaeval rings and personal ornaments formed for lady Londesborough, London, 1853
- Fred W. Burgess, Antique Jewellery and Trinkents, New York, 1919